# Hazel Hayes
Pour l’article homonyme, voir Hayes.
Hazel Hayes née Hazel Grace Hayes, (24 décembre 1910 - 1er novembre 1974), est une actrice  américaine de cinéma durant les débuts des années 1930 puis cantatrice, de registre soprano.

## Biographie
Née en 1910 au Kansas, Hazel est issue d'une famille riche qui lui permet de répondre à toutes ses demandes. Son père ne lui refusant rien, elle grandit dans cette éducation où aucune surprise n'arrive puisqu'elle dessine son propre chemin au travers des choix de vie qui lui sont tous accordés. Ainsi, elle va à l'université du Kansas et obtient son diplôme de science. Puis elle part à Denver étudier la musique  au conservatoire, art pour lequel elle éprouve une véritable passion. Bénéficiant d'une bourse d'études, elle déménage dans le Vermont où elle obtient son diplôme de musique.
Elle projette, alors, de partir en Europe poursuivre des études mais elle s'accorde deux semaines de vacances à Hollywood avant son départ, période qui va en définitive s'étendre à trois ans. Réfléchissant sur son avenir, elle décide de faire une carrière musicale. Elle rencontre William Thorner, l’ancien coach vocal de Rosa Ponselle et s'adjoint son enseignement. En vue de chanter les plus grands airs d' opéras, elle apprend l'italien, l'allemand et le français en cours particuliers auprès de trois autres enseignants.
Hazel fait ses débuts, à 19 ans, dans l'opéra Aïda à l'Auditorium Shrine de Los Angeles. Puis elle poursuit avec des concerts symphoniques et des tournées au sein de deux compagnies lyriques. Devenue indépendante, elle effectue une tournée de concerts au Canada et en Amérique du Sud.
Elle fait partie de la promotion des Baby Stars de la Western Associated Motion Picture Advertisers (WAMPAS) de 1934, dernière année de l'attribution du titre, avec les starlettes Dorothy Drake, Gigi Parrish et Helen Cohan. Elle tourne dans deux films Young and Beautiful et Kiss and Make-Up. In 1937, she was a soloist with the Naumburg Orchestral Concerts, in the Naumburg Bandshell, Central Park, in the summer series.
En 1938, elle interprète à Boston, le rôle de Sieglinde comme soprano en compagnie de Margaret Halstead dans La Walkyrie, l'opéra de Richard Wagner.
Alors qu'elle fait son entrée, en 1939, à l'Opéra Municipal de Forest Park dans le rôle de la Prima Donna dans la comédie  High Queen, elle tient trois rôles simultanément dans plusieurs productions comme Franzi Steingruber dans Waltz Dream, Geraldine Van Dare dans The Firefly et Mary dans Mary[Lequel ?].
En 1943, elle a déjà, chanté les plus grands opéras avec des compagnies lyriques nationales de renom. Elle se produit sous le nom de Mrs Allan Antony Putt, femme du Lt. Col. Putt qu'elle a épousé fin février. Elle se produit, alors dans les églises, dans des opérations de soutien à l'armée .
Hazel Hayes Putt décède à Bellefonte en Pennsylvanie à l'âge de 63 ans.

## Filmographie[1]
- 1933 Flying Down to Rio, (non crédité), réalisé par Thornton Freeland'
- 1934 Hollywood on Parade No. B-13, dans son rôle de Baby star, réalisé par  Louis Lewyn
- 1934 Young and Beautiful, dans son rôle de Baby star, réalisé par George Melford
- 1934 Kiss and Make-Up, dans son rôle de Baby star, réalisé par Harlan Thompson